# Ostasio II. da Polenta

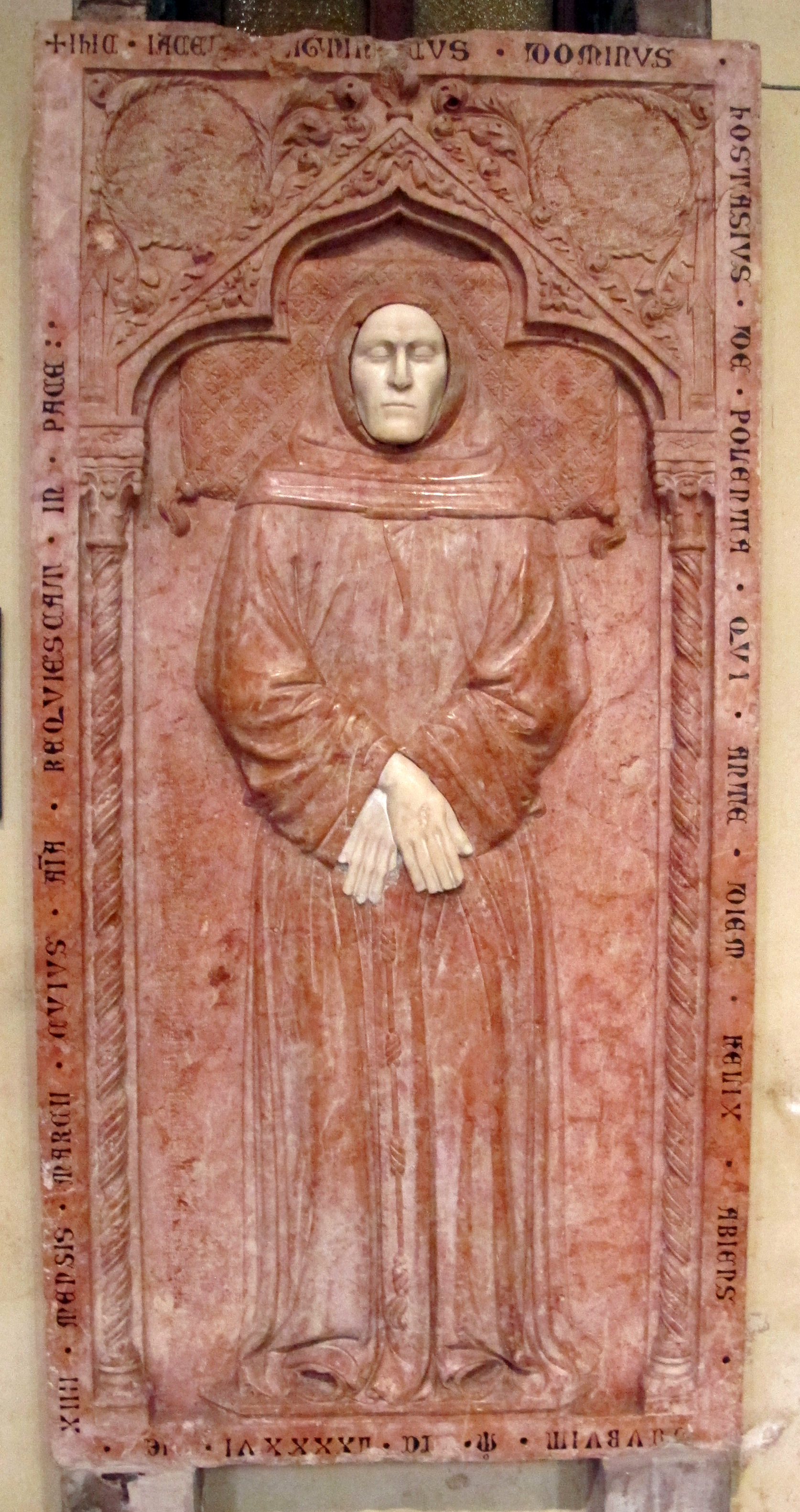
Grabplatte von Ostasio da Polenta aus rotem Veroneser Marmor (Ravenna, San Francesco)

Ostasio da Polenta († März 1396) war ein italienischer Condottiere und Söldnerhauptmann; er war von 1389 bis zu seinem Tod Herr von Ravenna, Cotignola, Bagnacavallo und Lugo.

## Leben
Ostasio entstammte der Adelsfamilie Da Polenta aus Ravenna und war der Sohn von Guido Lucio da Polenta († 1389).
1382 trat er in die Dienste der Anjou. Im Jahre 1386 kämpfte er unter dem Kommando seines Schwagers Antonio della Scala, Herr von Verona, gegen den Herrn von Padua, Francesco da Carrara.
Im Jahr 1387 wurde ihm eine Miliz von 1500 Rittern anvertraut, mit der er zusammen mit Giovanni Ordelaffi gegen die Compagnia Bianca von Giovanni Acuto kämpfte, die im Dienste der Familie Da Carrara stand. Entscheidend war die Schlacht von Castagnaro im Gebiet von Verona, wo Polenta an der Spitze der Scaliger und Forlì von den Paduanern besiegt wurden.
Im Jahr 1389 erkrankte sein Vater Guido Lucio an der Pest. Ostasio wurde zu seinem Nachfolger als päpstlicher Vikar von Ravenna ernannt, ein Amt, das er bis zu seinem Tod 1396 innehatte, und in den venezianischen Adel aufgenommen. Als sich sein Vater von seiner Krankheit zu erholen schien, wurde er durch eine Verschwörung mit seinen Brüdern gefangen genommen und ins Gefängnis geworfen, wo er einen Monat später starb.
Ostasio starb Mitte März 1396 und in der Franziskanerkirche von Ravenna beigesetzt.